# Phormiskos

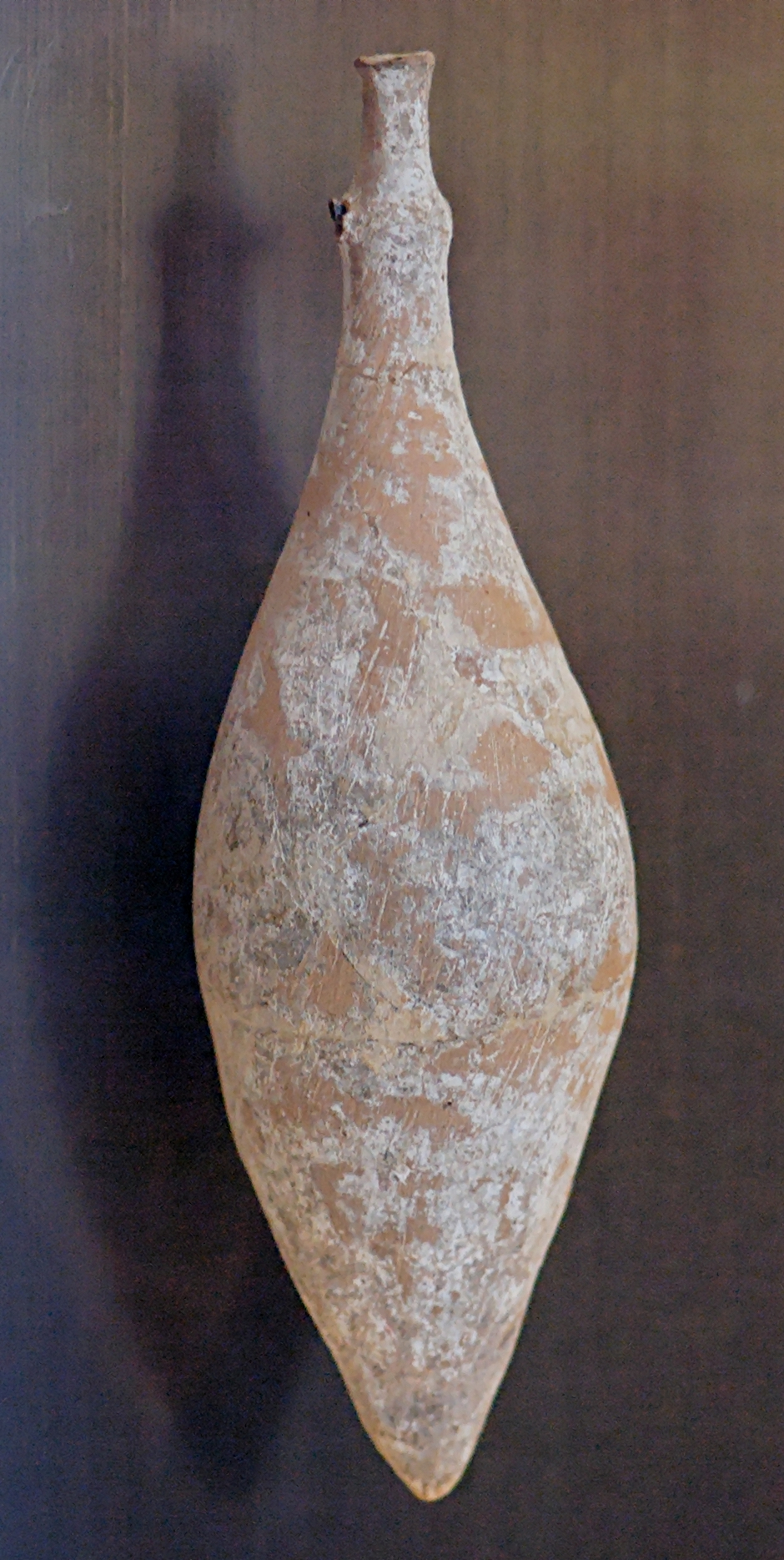
Hellenistischer Phormiskos aus Theben, heute im Louvre

Als Phormiskos (altgriechisch φορμίσκος phormískos; Mehrzahl Phormiskoi) wird eine Form der antiken griechischen Keramik bezeichnet.
Der Phormiskos ist eine birnen- oder beutelähnlich geformte Flaschenform von bis zu 20 Zentimetern Höhe. Die jeweilige Form imitierte manchmal andere Gegenstände, etwa Lederbeutel für Spielsteine. Der enge, längliche Hals war oft durchbohrt und mit einer durch die Löcher gezogenen Schnur konnte die Vase aufgehängt werden. Meist wird die Vase in der Fachliteratur als Wassersprenggefäß für den Kult angesehen, andere Forscher halten Phormiskoi für Rasseln, die wohl ebenfalls im kultischen Zusammenhang benutzt wurden.
Der Name Phormiskos ist ein Diminutiv zum altgriechischen Wort φορμός phormós, deutsch ‚geflochtener Korb‘ und bedeutet demnach in etwa Körbchen oder kleiner Korb. Verzierte Formen sind selten, sie wurden in geometrischer und archaischer Zeit hergestellt. Sie wurden noch bis in hellenistische Zeit produziert.